# Kancz (Armenia)
Kancz – wieś w Armenii, w prowincji Aragacotn. W 2011 roku liczyła 101 mieszkańców.